# Jeux asiatiques de 1962
Navigation
Édition précédente Édition suivante
Les IVe Jeux asiatiques se sont déroulés du 24 août au 4 septembre 1962 à Jakarta, en Indonésie. Ils ont rassemblé 1 460 participants de 12 pays asiatiques dans 14 disciplines. La compétition a été marquée par l'expulsion de Taïwan et d'Israël.

## Sports et disciplines
Les 1 460 athlètes se sont affrontés dans 13 disciplines. Les différences par rapport à l'édition précédente sont l'apparition du badminton en compétition et le retrait de l'haltérophilie et du plongeon.
- Athlétisme
- Badminton
- Basket-ball
- Boxe
- Cyclisme
- Football
- Hockey sur gazon
- Lutte
- Natation
- Tennis
- Tennis de table
- Tir
- Volley-ball

## Nations participantes
- Afghanistan
- Birmanie
- Cambodge
- Sri Lanka
- Hong Kong
- Inde
- Indonésie
- Japon
- Malaisie
- Bornéo du Nord
- Pakistan
- Philippines
- Sarawak
- Singapour
- Corée du Sud
- Thaïlande
- Viêt Nam du Sud

## Délégations présentes
Les Jeux asiatiques 1962 ont vu la participation de 1 460 athlètes représentant douze délégations. Sous la pression des pays arabes et de la Chine, l'Indonésie refuse de délivrer des visas aux membres des délégations israélienne et taïwanaise. Cette décision conduit à la radiation de l'Indonésie du Comité international olympique et à la création des Jeux des Nouvelles Forces émergentes en 1963.
Le Japon termine une nouvelle fois largement en tête du tableau des médailles en remportant plus de la moitié des épreuves.
| Rang  | Nation       | Or  | Argent | Bronze | Total |
| ----- | ------------ | --- | ------ | ------ | ----- |
| 1     | Japon        | 73  | 65     | 23     | 161   |
| 2     | Indonésie    | 21  | 26     | 30     | 77    |
| 3     | Inde         | 12  | 13     | 27     | 52    |
| 4     | Philippines  | 7   | 4      | 16     | 27    |
| 5     | Corée du Sud | 4   | 4      | 7      | 15    |
| 6     | Pakistan     | 3   | 4      | 4      | 11    |
| 7     | Thaïlande    | 2   | 5      | 5      | 12    |
| 8     | Malaisie     | 2   | 3      | 5      | 10    |
| 9     | Birmanie     | 2   | 1      | 7      | 10    |
| 10    | Singapour    | 1   | 0      | 1      | 2     |
| 11    | Ceylan       | 0   | 1      | 2      | 3     |
| 12    | Hong Kong    | 0   | 0      | 1      | 1     |
| Total | Total        | 127 | 126    | 128    | 381   |